# Delphinium longebracteatum
Delphinium longebracteatum är en ranunkelväxtart som först beskrevs av Pierre Edmond Boissier, och fick sitt nu gällande namn av Philip Alexander Munz. Delphinium longebracteatum ingår i släktet storriddarsporrar, och familjen ranunkelväxter. Inga underarter finns listade i Catalogue of Life.